# Pantalones Hammer
Los Hammer Pants son los pantalones unisex que popularizó MC Hammer en sus actuaciones durante la década de los años 1980 y 90.
Inspirado en los pantalones de danza del vientre y los parachute pants son pantalones anchos con las patas en forma de cono que se estrechan en los tobillos y están pensados para bailar breakdance. Se utilizan marcando la cintura con un cinturón tipo banda ancha de tela.